# Éric Serra
Éric Serra (Paris, França, 9 de setembro de 1959) é um músico e compositor francês vencedor do Prêmio César e conhecido principalmente pelo seus trabalhos nos filmes de Luc Besson.

## Biografia
Éric Serra é filho do poeta e também compositor Claude Serra. Sua mãe faleceu quando tinha sete anos de idade. No início da década de 80 conheceu o cineasta Luc Besson, com quem trabalhou em todos os seus filmes, com exceção de Angel-A. Tornou-se internacionalmente conhecido com o terceiro filme de Besson, Subway, pelo qual recebeu sua primeira indicação ao Prêmio César de melhor música original. Foi indicado mais cinco vezes para o Prêmio César, tendo vencido em 1989 com o filme Imensidão Azul. Serra também fez a trilha de sonora de GoldenEye, filme da série de James Bond, pelo qual recebeu o BMI Film & TV Awards de melhor música em 1996.  

## Prêmios e indicações

### Prêmios
César
- Melhor música original: 1989[1]

 BMI Film & TV Awards
- Melhor música: 1996[2]

### Indicações
César
- Melhor música: 1985, 1990, 1994, 1997, 1999

## Discografia em filmes
- Lucy   (2014)
- Além da Liberdade - The Lady  (2011)
- Artur e a Guerra dos Dois Mundos (2010)
- As Extraordinárias Aventuras de Adèle Blanc-Sec (2010)
- Artur e a Vingança de Maltazard (2009)
- Arthur and the Invisibles (2006)
- Bandidas (2006)
- Bulletproof Monk (2003)
- Rollerball (2002)
- Décalage horaire (2002)
- Wasabi (2001)
- L'Art (délicat) de la séduction (2001)
- Jeanne d'Arc (1999)
- O Quinto Elemento (1997)
- GoldenEye (1995)
- O Profissional (1994)
- Atlantis (1991)
- Nikita (1990)
- Imensidão Azul (1988) (versão européia; foi feita uma versão para os EUA composta por Bill Conti)
- Kamikaze (1986)
- Subway (1985)
- La Nuit du flingueur (1984) (TV)
- Le Dernier Combat (1983)
- L'Avant dernier (1981) (curta-metragem)